# Rue Perrault
Pour l’article homonyme, voir Rue Perrault (Nantes).
La rue Perrault est une voie du 1er arrondissement de Paris, en France, située dans le quartier Saint-Germain-l'Auxerrois.

## Situation et accès
Actuellement, cette rue qui débute 4, place du Louvre et finit au 85, rue de Rivoli est située dans le 1er arrondissement de Paris, quartier Saint-Germain-l'Auxerrois.
Pour rejoindre la rue Perrault, on peut descendre aux stations :
- Louvre - Rivoli (ligne 1)
- Pont-Neuf (ligne 7)

## Origine du nom
Cette rue a été baptisée en l'honneur de Claude Perrault, architecte de la colonnade du Louvre toute proche.

## Historique

Traces de la première enceinte médiévale de Paris.

La rue actuelle est un tronçon de l'ancienne « rue des Fossés-Saint-Germain-l'Auxerrois ». Celle-ci tirait son nom du fossé de l'enceinte carolingienne élevée sur la rive droite à la fin du Xe siècle et au début du XIe siècle, puis abandonnée à la fin du siècle suivant et dont il ne reste aucun vestige visible. La rue suivait le tracé de ce fossé sur la portion qui englobait l'église Saint-Germain-l'Auxerrois. La date de construction de cette première enceinte médiévale de Paris rend caduque l'hypothèse antérieure, selon laquelle le fossé aurait été creusé par les Vikings au cours du 886 autour de l'église, pour y établir leur camp. 

### Le tracé du secteur ouest de l'enceinte carolingienne
Les résultats des fouilles menés à la fin du XXe siècle dans la rue du Temple) et au début du XXIe siècle à l'angle des rues de l'Arbre-Sec et de Rivoli ainsi que le relevé d'autres traces ont permis de vérifier l'orientation du fossé et de reconstituer une grande partie de son tracé,, (voir le plan des traces de l'enceinte ci-contre). 
Partant de la Seine (à l'extrémité sud-est de l'actuelle rue de l'Amiral-de-Coligny) en direction du nord, l'enceinte longeait l'ancien parvis de l'église (qui occupait la moitié sud de l'actuelle place du Louvre) puis bifurquait vers le nord-est (à travers l'autre moitié de cette place), laissant le cloître Saint-Germain-l'Auxerrois à sa droite avant d'atteindre (à l'extrémité de l'actuelle rue Perrault) le site des fouilles entreprises en avril 2009 (rues de l'Arbre-Sec). Sa prolongation suivait le même axe (en direction de l'actuelle rue du Roule et de l'impasse des Bourdonnais).     

### La rue des Fossés-Saint-Germain-l'Auxerrois
La voie établie sur cette ligne a traversé près de six siècles malgré d'importantes interventions dans le tissu urbain environnant et en dépit des renommages et amputations qu'elle a subi. 
Cette voie est citée par Guillot de Paris dans Le Dit des rues de Paris (vers 1280-1300) sous la forme « rue du Fossé Saint-Germain ». 
Au XVe siècle, la partie entre la rue de l'Arbre-Sec et la rue de la Monnaie est connue sous le nom de « rue au Quens de Pontis », puis de « rue Béthisy », qui se trouvait dans son alignement. Elle prend le nom de « rue des Fossés-Saint-Germain-l'Auxerrois » lors de l'ouverture de la rue du Roule au XVIIe siècle.
Elle est citée sous le nom de « rue des Fossez Saint Germain », dans un manuscrit de 1636 dont le procès-verbal de visite, en date du 22 avril 1636, indique qu'elle est « salle, boueuse et remplie d'immundices et de plus avons particulièrement veu quantité de fumiers compiliez avec boues, qui arrestent le cours des eaues des ruisseaux ».
En 1702, la partie située entre les rues du Roule et de l'Arbre-Sec, se nommait « rue Borel ». Cette partie prit ensuite le nom de « rue des Fossés-Saint-Germain » en faisant la prolongation.
En 1702, la « rue des Fossés-Saint-Germain-l'Auxerrois », qui fait partie du quartier du Louvre, comporte 77 maisons et 11 lanternes.
Une décision ministérielle du 13 floréal an IX (3 mai 1801) signée Chaptal fixe la largeur de cette voie à 10 m. Une ordonnance royale du 23 juillet 1828 la porte à 12 m.
En 1817, la rue des Fossés-Saint-Germain-l'Auxerrois commençait 25-22, rue de la Monnaie et 1-2, rue du Roule et finissait 10-12, place du Louvre. Située dans l'ancien 4e arrondissement les numéros impairs étaient dans le quartier du Louvre et les numéros pairs dans le quartier Saint-Honoré.

Les numéros de la rue étaient rouges. Le dernier numéro impair était le no 47 et le dernier numéro pair était le no 44.
En 1852, sa partie orientale, entre les rues de l'Arbre-Sec et de la Monnaie, disparait lors du percement de la rue de Rivoli. L'année suivante, elle est amputée de sa partie occidentale lors de l'extension de la place du Louvre. En 1867, elle est rebaptisée en l'honneur de Claude Perrault, l'architecte de la colonnade du Louvre toute proche.

### La rue des Fossés-Saint-Germain-l'Auxerrois sur d'anciens plans

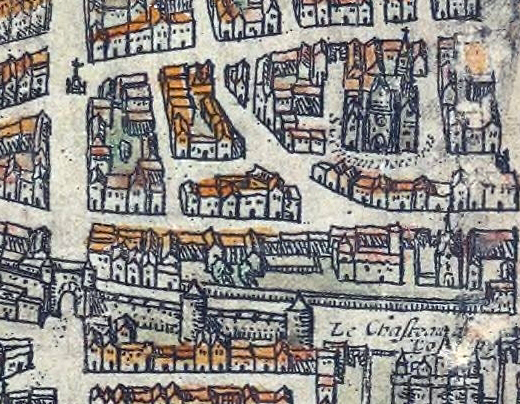
Plan de Braun et Hogenberg edition de 1593 Paris vers 1530.
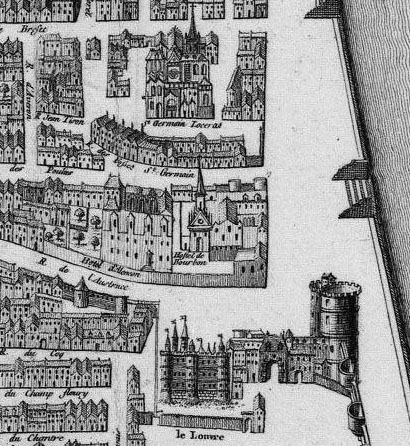
Plan de Saint-Victor edition Dheulland Paris vers 1550.
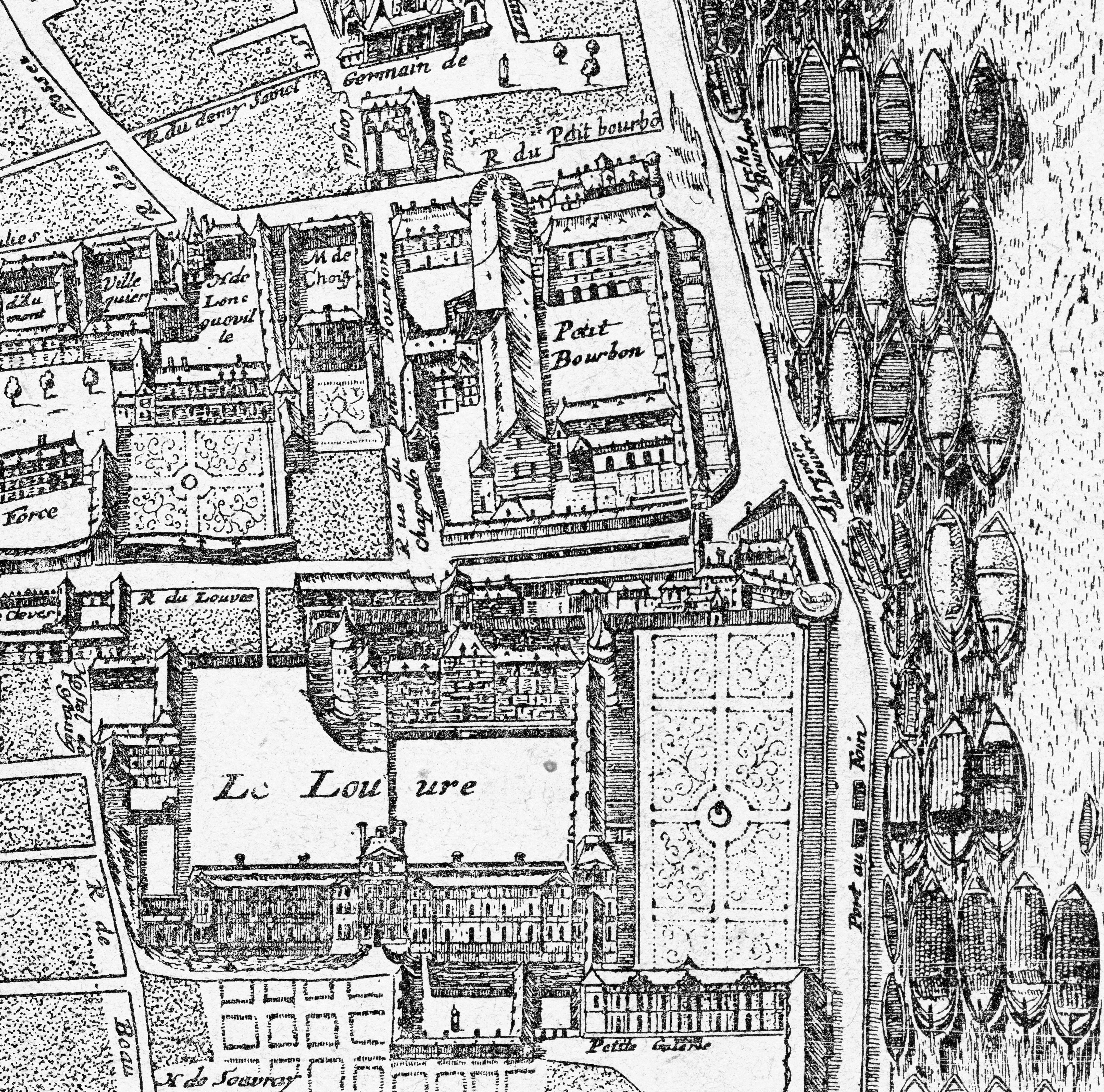
Plan de Gomboust, publié en 1652. Paris vers 1647-1652.
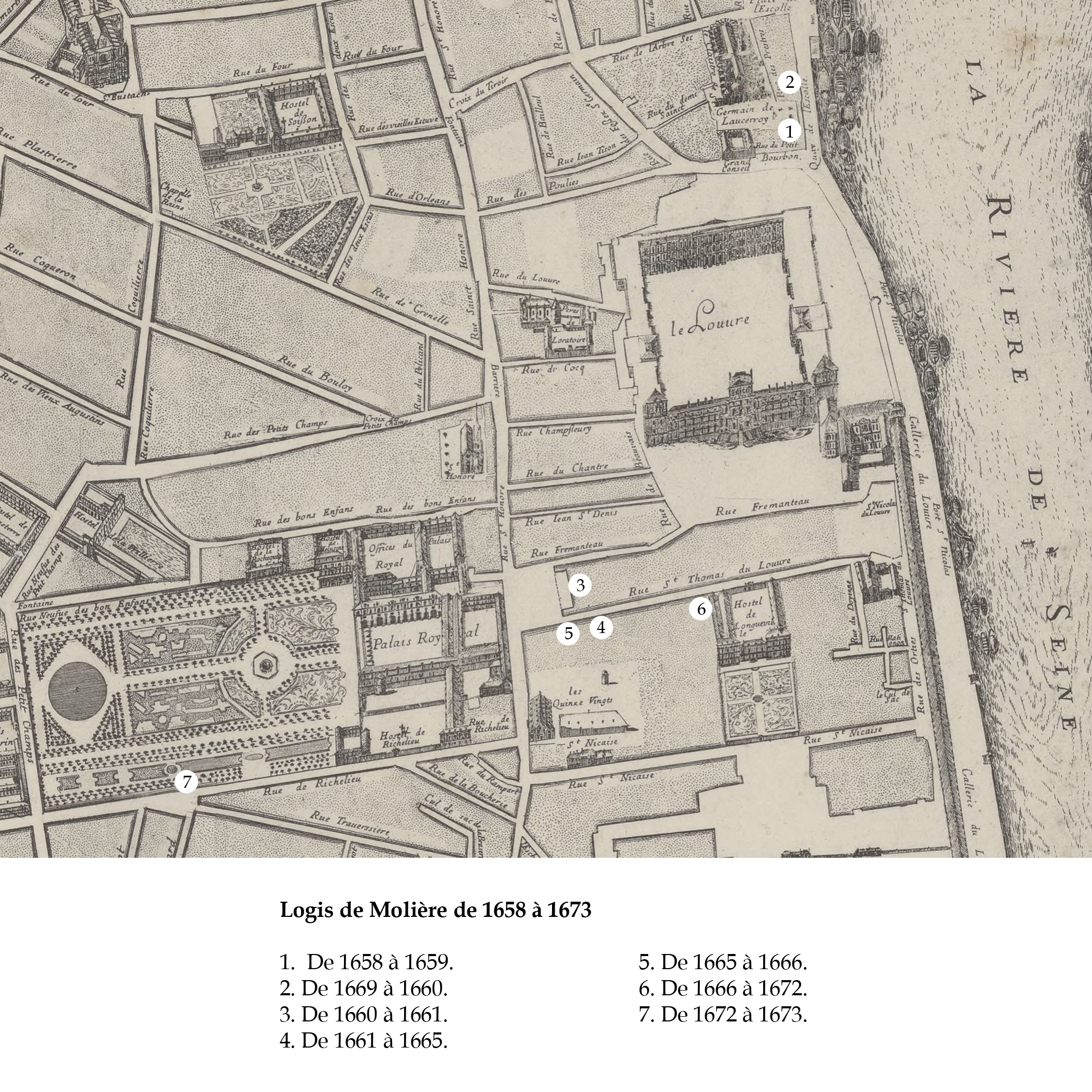
Plan de Bullet et Blondel, 1676.
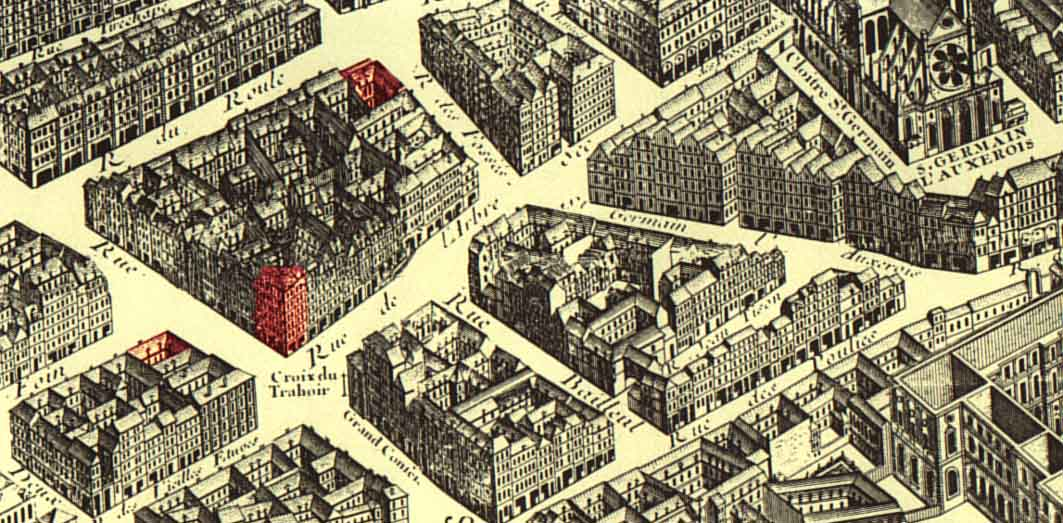
Plan de Turgot édité en 1739 Paris vers 1734-1739.

## Bâtiments remarquables et lieux de mémoire
- Au no 4 se trouve l'hôtel de Sourdis où mourut Gabrielle d'Estrées (1571-1599), maîtresse de Henri IV.
- Au no 14 de cette rue se trouvait l'hôtel de Rohan-Montbazon, également appelé hôtel de Ponthieu, où l'amiral de Coligny (1519-1572) fut tué lors de la Saint-Barthélémy.
- La cantatrice Sophie Arnould (1740-1802) naquit à l'ex-no 20 de cette rue[11].

## Pour approfondir